# Tarquinio Provini
Tarquinio Provini (Roveleto di Cadeo, Italia, 29 de mayo de 1933 - Bolonia, Italia, 6 de enero de 2005) fue un piloto de motociclismo de Italia. Él fue campeón del mundo de 125 y 250cc en 1957 y 1958 respectivamente. Provini también fue cuatro veces ganador del TT de la Isla de Man y ganó 13 campeonatos nacionales italianos.
Provini nació en Roveleto di Cadeo, Emilia-Romagna, hijo de un propietario de un taller mecánico, creció alrededor de motores y maquinaria. Él comenzó a montar en motocicletas en la edad de 10 años y comenzó a competir en 1949, a pesar de ser demasiado joven, usando el nombre de su tío en la licencia de carreras. En 1954 ganó el Motogiro de Italia. Subió al campeonato del mundo a mediados de la temporada 1954 y ganó el Gran Premio de España al final del año. Ganó el Campeonato del Mundo FIM 125cc de 1957 por la fábrica italiana Mondial. En 1958 ganó el campeonato del mundo 250cc corriendo para MV Agusta.
Cuando MV Agusta dejó de competir en las clases más pequeñas, Provini firmó para competir con la fábrica Moto Morini. En 1963 emprendió una larga batalla con Jim Redman de Honda por el campeonato del mundo de 250cc. Cada piloto ganó cuatro carreras y el título no se decidió hasta la última carrera en Japón, con Redman ganando el campeonato sobre Provini por dos puntos. En 1966 sufrió un grave accidente en el TT de la Isla de Man donde se rompió la espalda, forzando su retiro. Provini redirigió sus energías y cofundó la compañía de Protar que se especializó en la fabricación de modelos de bicicletas. Murió en Bolonia en 2005.

## Resultados
Sistema de puntuación desde 1950 hasta 1968:
| Posición | 1.º | 2.º | 3.º | 4.º | 5.º | 6.º |
| Puntos   | 8   | 6   | 4   | 3   | 2   | 1   |

(carreras en cursiva indica vuelta rápida)
| Año  | Clase | Moto        | 1       | 2       | 3       | 4       | 5       | 6       | 7       | 8       | 9     | 10      | 11    | 12    | 13    | Pts. | Pos. |
| ---- | ----- | ----------- | ------- | ------- | ------- | ------- | ------- | ------- | ------- | ------- | ----- | ------- | ----- | ----- | ----- | ---- | ---- |
| 1954 | 125cc | Mondial     | IOM -   | ULS -   | NED -   | GER -   | NAT 2   | ESP 1   |         |         |       |         |       |       |       | 14   | 4.º  |
| 1955 | 125cc | Mondial     | ESP Ret | FRA 4   | IOM Ret | GER -   | NED -   | NAT -   |         |         |       |         |       |       |       | 3    | 9.º  |
| 1956 | 125cc | Mondial     | IOM -   | NED Ret | BEL Ret | GER 3   | ULS -   | NAT 2   |         |         |       |         |       |       |       | 10   | 4.º  |
| 1957 | 125cc | Mondial     | GER 2   | IOM 1   | NED 1   | BEL 1   | ULS 2   | NAT Ret |         |         |       |         |       |       |       | 30   | 1.º  |
| 1957 | 250cc | Mondial     | GER Ret | IOM Ret | NED 1   | BEL Ret | ULS -   | NAT 1   |         |         |       |         |       |       |       | 16   | 2.º  |
| 1958 | 125cc | MV Agusta   | IOM NC  | NED 3   | BEL 3   | GER 2   | SWE 4   | ULS -   | NAT Ret |         |       |         |       |       |       | 17   | 4.º  |
| 1958 | 250cc | MV Agusta   | IOM 1   | NED 1   | BEL -   | GER 1   | SWE 9   | ULS 1   | NAT Ret |         |       |         |       |       |       | 32   | 1.º  |
| 1959 | 125cc | MV Agusta   | IOM 1   | GER 2   | NED -   | BEL 2   | SWE 1   | ULS -   | NAT 5   |         |       |         |       |       |       | 28   | 2.º  |
| 1959 | 250cc | MV Agusta   | IOM 1   | GER -   | NED 1   |         | SWE Ret | ULS -   | NAT Ret |         |       |         |       |       |       | 16   | 2.º  |
| 1960 | 250cc | Moto Morini | IOM 3   | NED Ret | BEL -   | GER -   | ULS -   | NAT -   |         |         |       |         |       |       |       | 4    | 9.º  |
| 1961 | 250cc | Moto Morini | ESP Ret | GER 3   | FRA 4   | IOM -   | NED -   | BEL -   | RDA -   | ULS -   | NAT 4 | SWE -   | ARG - |       |       | 10   | 6.º  |
| 1962 | 250cc | Moto Morini | ESP -   | FRA -   | IOM -   | NED 3   | BEL -   | GER -   | ULS -   | RDA -   | NAT 2 | ARG -   |       |       |       | 10   | 5.º  |
| 1963 | 250cc | Moto Morini | ESP 1   | GER 1   | IOM -   | NED 3   | BEL 3   | ULS 2   | RDA DNS | NAT 1   | ARG 1 | JPN 4   |       |       |       | 42   | 2.º  |
| 1964 | 50cc  | Kreidler    | USA Ret | ESP -   | FRA 6   | IOM 8   | NED -   | BEL -   | GER -   |         |       | FIN -   |       | JPN - |       | 1    | 13.º |
| 1964 | 250cc | Benelli     | USA Ret | ESP 1   | FRA DNS | IOM Ret | NED 4   | BEL 5   | GER 5   | RDA DNS | ULS - |         | NAT - | JPN - |       | 15   | 5.º  |
| 1965 | 250cc | Benelli     | USA -   | GER -   | ESP Ret | FRA Ret | IOM 4   | NED -   | BEL -   | RDA -   | CZE - | ULS -   | FIN - | NAT 1 | JPN - | 11   | 7.º  |
| 1965 | 350cc | Benelli     |         | GER -   |         |         | IOM Ret | NED -   |         | RDA -   | CZE - | ULS -   | FIN - | NAT 3 | JPN - | 4    | 13.º |
| 1966 | 250cc | Benelli     | ESP Ret | GER DNS | FRA -   | NED -   | BEL -   | RDA -   | CZE -   | FIN -   | ULS - | IOM Ret | NAT - | JPN - |       | 0    | -    |
| 1966 | 350cc | Benelli     |         | GER 2   | FRA -   | NED -   |         | RDA -   | CZE -   | FIN -   | ULS - | IOM -   | NAT - | JPN - |       | 6    | 11.º |